# 치경 연구개 설측 접근음
치경 설측 접근음은 자음의 종류 중 하나다. 국제 음성 기호에서는 이 소리를 ɫ로 나타낸다.